# Аватар (група)
Вижте пояснителната страница за други значения на Аватар.
„Аватар“ (Avatar) е мелодична дет метъл група от град Гьотеборг, Швеция.

## История
Групата е сформирана през 2001 г. от барабаниста Йон Алфредсон и китариста Йонас Ярлсби. Аватар са свирили на няколко европейски турнета като поддържаща група на Импейлд Назарин (май 2006 г.), Евъргрей (октомври – ноември 2006 г.), Ин Флеймс (март 2007 г.), Обичуъри (януари – февруари 2008 г.), Хардкор Суперстар (октомври – ноември 2009 г.), Уориър Соул (март – април 2010 г.), Дарк Транкуилити (октомври – ноември 2010 г.) и Хелоуин (декември 2010 г. – януари 2011 г.). На турнето с Хелоуин посещават и България (София). Бандата е свирила и на няколко по-големи музикални фестивала в Швеция като Sweden Rock Festival, Arvikafestivalen, Storsjöyran.
Schlacht e втория албум на Аватар. Излиза на пазара през октомври 2007 г. и достига 27 място в шведската рок класация за албуми. Бьорн Гелоте, китаристът на Ин Флеймс, изпълнява соло на китара в песента Letters from Neverend.
Третият албум на бандата с едноименното име Avatar, излиза в Швеция през ноември 2009 г. и достига 36 място в рок класацията. По-голямата част от годината преди излизането на албума е прекарана в звукозаписно студио. През януари 2010 г. бандата подписва договор със Сони Мюзик за издаване на най-новия си албум в Германия и Швейцария на 26 март. През април същата година групата подписва договор с японска продуцентска къща за издаването на албума на 19 май.

## StarCraft
През януари 2010 г. в сайта на групата е качен видеоклип към песента Queen of Blades. Близард Ентъртейнмънт съобщават за това на страниците си във Фейсбук и Туитър, тъй като песента е посветена на техен герой от StarCraft – Сара Кериган. Така бандата предизвиква внимание у феновете на едноименната игра.

## Членове на бандата
- Йоханес Екерстрйом – вокал
- Йонас Ярлсби – китари
- Тим Орстрьом – китари
- Хенрик Санделин – бас китара
- Йон Алфредсон – барабани

## Дискография

### Демо
- 2003 – Personal Observations

### EP
- 2004 – 4 Reasons to Die

### Албуми
- 2006 – Thoughts of No Tomorrow
- 2007 – Schlacht
- 2009 – Avatar
- 2012 – Black Waltz
- 2014 – Hail The Apocalypse
- 2016 – Feathers & Flesh
- 2018 – Avatar Country
- 2020 - Hunter Gatherer